# Zsibvasar.hu
A Zsibvásár magyar tulajdonban lévő ingyenes aukciós oldal. A második legnagyobb szereplő a magyarországi aukciós oldalak között az egy kézben lévő Vatera.hu, TeszVesz páros után.

## Története
2006 Egyszemélyes vállalkozásként indult a teljesen magyar fejlesztésű és üzemeltetésű oldal. Az aukció mellett a cserebere szolgáltatással egyedi a hazai piacon.
2009 A látogató szám és ezzel együtt a termékek száma hirtelen megemelkedett. A nagyobb elvárásoknak csak az oldal és a szolgáltatások folyamatos fejlesztésével, valamint a szerverek cseréjével tudtak megfelelni.
2011 Az év elején a megvásárolható termékek száma meghaladja a 400 000-et.